# L'Éternelle Tentatrice
Pour plus de détails, voir Fiche technique et Distribution.
L'Éternelle Tentatrice (Woman) est un film muet américain de Maurice Tourneur, sorti en 1918.

## Synopsis
Après que sa femme en colère est sortie en trombe de chez eux, le mari troublé décidé de consulter une encyclopédie à propos de l'histoire des femmes. Laissant de côté les histoires de femmes fidèles et courageuses comme Jeanne d'Arc, le jeune homme s'intéresse à la perfidie des femmes, en commençant par Adam et Ève. À Rome, Messaline déçoit son mari l'empereur Claude ; des siècles plus tard, Abélard trahit ses vœux pour l'attirante Héloïse. En Bretagne, une jeune femme appelée Cyrène quitte son mari ; durant la guerre de Sécession, un bijou persuade une jeune femme de révéler la cachette d'un soldat de l'Union.
À la fin, toutefois, le mari apprend que, grâce à sa contribution à l'effort de guerre pendant la guerre, la femme est sortie de l'esclavage pour devenir l'égale de l'homme.

## Fiche technique
- Titres : L'Éternelle tentatrice
- Titre alternatif : Les Fées de la mer
- Titre original : Woman
- Réalisation : Maurice Tourneur
- Scénario : Charles E. Whittaker, d'après un chapitre des Memoirs of My Dead Life de George Moore
- Direction artistique : Ben Carré
- Photographie : John van den Broek[1], René Guissart
- Musique : Hugo Riesenfeld
- Production : Maurice Tourneur
- Société de production : Maurice Tourneur Productions
- Société de distribution : Hiller & Wilk
- Pays de production :  États-Unis
- Langue originale : anglais
- Format : noir et blanc — 35 mm — 1,37:1 — Muet
- Genre : Comédie dramatique
- Durée : 70 minutes
- Date de sortie :
  - États-Unis : 27 octobre 1918 (première au Rivoli Theatre à New York)
- Licence : domaine public

## Distribution
- Florence Billings : la femme
- Warren Cook : le mari
- Ethel Hallor : Ève
- Henry West : Adam
- Flore Revalles : Messaline
- Paul Clerget : Claude
- Diana Allen : Héloïse
- Escamillo Fernandez : Abélard
- Gloria Goodwin : Cyrene
- Chester Barnett : le pêcheur
- Faire Binney : la jeune femme
- Warner Richmond : l'officier
- Lyn Donaldson
- Rose Rolanda